# Storia di tre amori
Storia di tre amori (The Story of Three Loves) è un film in tre episodi del 1953 diretto da Gottfried Reinhardt (episodi L'amante geloso e Equilibrio) e Vincente Minnelli (Mademoiselle).

## Trama

### L'amante geloso
Su una nave da crociera partita da Parigi e diretta a New York, un passeggero riconosce il famoso coreografo Charles Coudray e gli chiede gentilmente il motivo per cui una delle sue opere non è mai stata eseguita dopo il suo debutto. Coudray congeda il passeggero dicendogli che egli si è ritirato dalla sua professione e rimane in silenzio assorto con i suoi pensieri che lo riportano indietro nel tempo.
La giovane ballerina Paula Woodward sta effettuando insieme ad altre ragazze un provino per Coudray, che è incantato dalla grazia e dall'agilità della ragazza, ma all'improvviso Paula cade sul palco colta da un malore e viene portata fuori. Le prove continuano con le altre ballerine.
A casa della zia Lydia, con cui Paula vive, un medico informa che la giovane soffre di una grave patologia cardiaca, condizione che la costringerà a rinunciare alla sua carriera artistica, unica grande passione della ragazza.
Qualche tempo dopo Paula, che saltuariamente si reca a osservare tristemente spettacoli di balletto sapendo di non potervi più partecipare, assiste dal palco di un teatro al debutto di un ultimo balletto di Coudray, il quale, insoddisfatto della performance della ballerina solista, rimane assorto e pensieroso dopo che lo spettacolo è finito e il teatro è rimasto vuoto. La ragazza, pensando di essere sola, sale quindi di nascosto sul palco e inizia a ballare, non accorgendosi, però, che il coreografo, non visto, la sta osservando.
L'uomo, incantato dalla ballerina, la invita nel grande studio di casa sua per seguitare a ballare. Lì Paula balla a lungo di fronte all'affascinato Coutray, senza che ella riveli però il suo male. Dopo che il coreografo ha baciato Paula e questa gli ha giurato che sarà sua per sempre, la ragazza fugge via e, arrivata a casa, muore tra le braccia della zia per un attacco di cuore.

### Mademoiselle
Lei è l'istitutrice e insegnante di francese di Thomas Clayton Campbell Jr., un annoiato ragazzo americano di undici anni, in vacanza a Roma con i genitori. Quando questi partono per un breve viaggio e lo lasciano nell'albergo con l'istitutrice, Tommy è costretto a seguire ogni giorno le lezioni di francese per non rimanere indietro nello studio, ma egli non ne ha voglia e non sopporta le piccole premure giornaliere della giovane Mademoiselle, sensibile e appassionata di poesie romantiche.
Un giorno, un altro ragazzo in vacanza nell'albergo gli parla della signora Hazel Pennicott, che vive in una villa nelle vicinanze e ha fama di essere una strega. Tommy vuole dimostrare all'amico di non aver paura di queste dicerie e fa visita alla signora Pennicott. Di fronte a questa il ragazzo parla di sé e del suo desiderio di poter essere già grande e decidere così della sua vita. La signora Pennicott, prendendolo in simpatia, vuole esaudire il suo proposito e gli consegna un nastrino rosso dicendogli di avvolgerlo intorno al dito indice: recitando il suo nome alle otto della sera, il ragazzo diverrà quindi grande per un incantesimo che durerà fino alla mezzanotte.
Tommy esegue le indicazioni della signora Pennicott e si trasforma in un giovanotto. Girovagando per le strade, incontra Mademoiselle, assorta nelle sue poesie romantiche, che il giovane continua a recitare. I due si innamorano, ma lui la avverte che egli ha solo poche ore prima che debba andare via. Egli tuttavia le promette che la aspetterà alla stazione ferroviaria il giorno successivo, quando ella partirà con i Campbell per tornare a Parigi e fugge ai primi rintocchi della mezzanotte. La ragazza raccoglie il nastrino rosso caduto al suo amante.
Il giorno dopo Mademoiselle alla stazione si congeda da Tommy e i suoi genitori, dicendo loro che ha cambiato idea e rimarrà a Roma. Il ragazzo, conscio dell'accaduto della sera prima e che egli non potrà più mostrarsi con tali fattezze alla giovane, tenta di dissuaderla, ma ella rimane ad attendere invano il suo amante.

### Equilibrio
Pierre è stato in passato un valente acrobata ma, dopo che, per i suoi numeri audaci, la donna che amava, partner nella sua professione, è morta in seguito a un incidente, ha rinunciato al suo lavoro.
A Parigi, Pierre salva una ragazza, Nina Burkhardt, che si è gettata nella Senna per suicidarsi. In seguito va a farle visita in ospedale, trovandola ancora depressa. Pierre cerca di confortarla, apprendendo che la giovane, italiana originaria del Friuli, è una valente scalatrice appassionata della montagna. L'uomo le dà quindi il suo indirizzo e le chiede di venire a trovarlo una volta dimessa dall'ospedale per offrirle una vita diversa.
Nina si reca quindi da Pierre, il quale apprende il triste passato della ragazza. Lei era sposata e suo marito è morto in un campo di concentramento nazista durante la seconda guerra mondiale. Intuendo che il suo uomo stava progettando una fuga, lei gli aveva scritto una lettera pregandolo di aspettare, dato che gli alleati lo avrebbero liberarlo presto. Tuttavia, Nina aveva affidato la lettera a un uomo che li ha traditi. Il marito è stato per questo torturato e ucciso.
Pierre le racconta che egli una volta era un grande trapezista. Egli continuava a cercare numeri sempre più pericolosi e due anni prima, la sua compagna durante una performance era caduta rimanendo uccisa. Dopo questo avvenimento, nessuno voleva più lavorare con lui. Nina, con il suo passato di scalatrice e con il tentativo di suicidio, ha dimostrato di essere coraggiosa e di non aver paura della morte e Pierre, credendo di poter ricominciare una nuova vita e di poter tornare a essere un acrobata, le propone quindi di divenire la sua nuova partner. La ragazza si dimostra d'accordo e si iniziano gli allenamenti.
È trascorso un anno e Nina è pronta per un provino per un importante circo americano. Nonostante l'avvertimento del suo amico, partner maschile, che teme che alcuni numeri siano troppo pericolosi per la ragazza, Pierre, dopo vari esercizi, asseconda il volere dell'impresario di far togliere la rete di sicurezza. Nina, salendo ancora più in alto nel traliccio, esegue un pauroso salto mortale nel vuoto, subito presa da Pierre al trapezio. I responsabili del circo applaudono eccitati ed entusiasti, ma Pierre si rende improvvisamente conto che la vita e la felicità di Nina, di cui si è nel frattempo innamorato, valgono molto di più delle sue acrobazie e, abbracciando la ragazza e guardandola teneramente, si allontana con lei lasciando gli attoniti e sorpresi presenti e il circo dietro di sé.
A bordo della nave, Pierre è felice affiancato dalla sua Nina per una nuova vita insieme.

## Curiosità
Secondo l'autobiografia di Kirk Douglas, Anna Maria Pierangeli ebbe con lui una relazione sentimentale durante la lavorazione del terzo episodio del film: "Equilibrio".